# دنيس كوك (سياسي كندي)
دنيس كوك هو سياسي كندي وصيني، ولد في 15 أبريل 1978 في إدمونتون في كندا. نشط حزبياً في Civic Party ‏. في 2016 Hong Kong legislative election ‏، انتخب عضو المجلس التشريعي لهونغ كونغ ‏ عن دائرة Legal (constituency) ‏ وقد انضم خلال فترته النيابية ‏ (1 أكتوبر 2016 – ) للكتلة البرلمانية Civic Party ‏ وفي 2012 Hong Kong legislative election ‏، انتخب عضو المجلس التشريعي لهونغ كونغ ‏ عن دائرة Legal (constituency) ‏ وقد انضم خلال فترته النيابية ‏ (1 أكتوبر 2012 – 30 سبتمبر 2016) للكتلة البرلمانية Civic Party ‏.